# Alice Lumi
Alice Lumi Satomi (São Paulo, 14 de fevereiro de 1954) é uma pianista, percussionista, compositora e etnomusicóloga brasileira radicada em João Pessoa.
Na década de 70, ainda em São Paulo, participou da formação e da gravação dos dois primeiros discos do Grupo Tarancón, Gracias a La Vida e Lo Único que Tengo. Em 1979, ingressou no curso de composição da Unicamp, que concluiu em 1984 sob orientação de Almeida Prado. Após o curso, instala-se definitivamente em João Pessoa, onde se insere no cenário musical. Junto a Paulo Ró, Milton Dornellas e seu esposo Fernando Pintassilgo, integra o Grupo Etnia, que grava um disco em 1992.
Em 1992, passa a integrar o quadro de professores do departamento de música da UFPB. No mestrado e doutorado, ambos feitos na UFBA, se especializa em etnomusicologia, desenvolvendo pesquisas relacionadas à música folclórica japonesa no Brasil, em especial a música para koto, taiko e a música tradicional da região de Okinawa. Coordena desde 2011 um grupo de percussão japonesa em João Pessoa, o Jampakoto, com o qual foi premiada no Projeto Aldeia SESC.